# Sweet heart
〈sweet heart〉는 일본의 팝 밴드 globe의 15번째 싱글 앨범으로, 1998년 9월 30일 발매되었다. (8cm CD: AVDG-71015) 이곡의 가사는 마크 팬서 (MARC)와 코무로 테츠야가 썼으며, 작곡과 편곡은 모두 코무로가 맡았다. 당시 globe는 〈wanna Be A Dreammaker〉를 필두로 "BRAND NEW globe 4 SINGLES"라고 이름 붙은, 싱글을 4장 연속 발매하는 기획을 하고 있었고, 이 싱글은 전작이 발매된지 단 1주만에 발매되었다. 한편 이 곡은 포드 광고에도 삽입되었다.
전작과 동일하게 이 작품의 뮤직비디오 역시 악몽을 소재로 했으며, globe의 멤버인 코무로 테츠야가 경험한 악몽을 주제로 했다. globe는 이 곡으로 1998년 10월 일본레코드협회에서 플래티넘을 인정받았다.

## 수록곡
| #            | 제목                                     | 작사                 | 작곡          | 편곡          | 재생 시간 |
| ------------ | ---------------------------------------- | -------------------- | ------------- | ------------- | --------- |
| 1.           | 〈〈sweet heart〉〉 (Straight Run)       | 코무로 테츠야 / MARC | 코무로 테츠야 | 코무로 테츠야 | 4:53      |
| 2.           | 〈〈sweet heart〉〉 (LA Intensive Remix) |                      |               |               | 6:46      |
| 3.           | 〈〈sweet heart〉〉 (Instrumental)       |                      |               |               | 4:51      |
| 총 재생 시간 | 총 재생 시간                             | 총 재생 시간         | 총 재생 시간  | 총 재생 시간  | 16:30     |